# Giovanni Girolamo Morone
Giovanni Girolamo Morone o también conocido en castellano como Juan Jerónimo Morone (Milán, 25 de enero de 1509 - 1 de diciembre de 1580) fue un obispo de Módena creado cardenal en 1542 por el papa Pablo III.

## Biografía

### Origen y formación
Giovanni Girolamo Morone nació en Milán, el 25 de enero de 1509, en el seno de una familia noble. Su padre fue el conde Girolamo Morone, quien había sido gran canciller de Milán. y quien por oponerse a oponerse al gobierno del emperador Carlos V, fue encarcelado. Una vez libre, el conde se vio obligado a trasladarse con su familia a la ciudad de Módena, donde Giovanni recibió los primeros años de formación. 
Giovanni se trasladó a Padua para estudiar jurisprudencia, carrera de la que se graduó con gran distinción. A cambio de importantes servicios prestados por su padre al papa Clemente VII, el 7 de abril de 1529, Giovanni fue nombrado obispo de Módena. El conde Girolamo había sido uno de los comisionados que negociaron los términos de la liberación del papa, quien se encontraba recluido en el castillo de San Angelo durante el saqueo de Roma de 1527. Giovanni Morone fue ordenado sacerdote y consagrado obispo el 12 de enero de 1533.

### Misiones diplomáticas
A partir de 1535, el papa Paulo III, comisionó en varias ocasiones a Giovanni Morone algunas misiones diplomáticas importantes. En primer lugar, fue enviado ante el rey de Francia, Francisco I para intentar arreglar la paz con el emperador; y luego fue enviado como nuncio en 1536 ante Fernando I, emperador del Sacro Imperio. Entre 1539 y 1540 estuvo en Hagenau con la intención de recuperar el territorio para la fe católica. Morone fue legado pontificio en la Dieta de Espira de 1542.

### Cardenalato
El 31 de mayo de 1542, Morone fue creado cardenal por el papa Paulo III, y en 16 de octubre del mismo año se le dio el título de cardenal presbítero de San Vitale. Más tarde fue nombrado protector de Inglaterra, Hungría y Austria, de la Orden de San Benito, de la Orden cisterciense, de la Orden de los Predicadores (Dominicos), y de la Santa Casa de Loreto.
Morone, junto con los cardenales Pierpaolo Parisio y Reginald Pole fue nombrado presidente del Concilio de Trento, de hecho, la elección de Trento para celebrar el concilio se dio gracias a su labor diplomática. Debido a la baja asistencia a la apertura del concilio; el procedimiento fue suspendido en 1543 y aplazado hasta 1545. Mientras tanto fue designado como legado papal en Bolonia, desde el 2 de abril de 1544 al 13 de julio de 1548, donde tuvo como vicelegado a Giannangelo de Médicis, futuro papa Pío IV. El 25 de febrero de 1549, recibió el título cardenalicio de San Stefano en Monte Celio.
Entre 1549 y 1551, el cardenal Morone, fue el camarlengo del colegio cardenalicio. La muerte de Paulo III, acaecida el 10 de noviembre de 1549, le privó de un buen amigo. Participó en el cónclave de 1549, donde su amigo y compañero, presidente del Concilio de Trento, Reginald Pole, estuvo a punto de ser elegido Papa.

### Relación con los protestantes
Las opiniones de los reformadores protestantes se habían extendido en las diócesis gobernadas por Morone, lo que generó sospechas sobre su simpatía hacia la doctrina de aquellos. Su empeño por la formación del clero le llevó a fundar el seminario diocesano. El 11 de diciembre de 1553 fue le fue designado el título de cardenal presbítero de San Lorenzo in Lucina. El papa Julio III, a instancias del Duque de Milán, le dio la rica sede de Novara, cargo que ocupó hasta 1560 cuando le fue concedida la sede suburbicaria de Albano. El mismo pontífice lo envió como nuncio a la dieta de Augsburgo de 1555, pero el 23 de marzo de ese mismo año, murió el papa, razón por la cual tuvo que abandonar el cargo.
Morone participó en el cónclave celebrado del 5 al 10 de abril de 1555, del cual salió elegido papa el cardenal Marcello Cervini, quien tomó el nombre de Marcelo II. En el nuevo cónclave resultó elegido el cardenal Gianpietro Carafa, el Gran Inquisidor de la Inquisición romana, tomando el nombre de Paulo IV, considerado por algunos, especialmente por el emperador como un antiespañol y un fanático religioso. Lo cierto es que será un problema para el cardenal Morone.

### Encarcelamiento
Morone había recibido el título de Santa María en Trastevere el 12 de junio de 1556., pero el 31 de mayo de 1557 por orden directa de Pablo IV fue encarcelado en el Castillo Sant'Angelo, bajo la sospecha de herejía Luterana. El Colegio de Cardenales, encabezado por su decano el cardenal du Bellay, exigió un consistorio al día siguiente, y el Papa se vio obligado a explicar la razón del procedimiento. El pontífice declaró que las dudas sobre las posiciones heréticas del cardenal provenían ya del pontificado de Paulo III. Cabe resaltar que el cardenal Reginald Pole, amigo de Morone, también fue investigado por supuesta herejía. Morone permaneció en manos de la Inquisición mientras se preparaba un juicio de parte de los cardenales.
Una comisión de cardenales fue designada para llevar a cabo los interrogatorios, entre los que se encontraban el cardenal Michele Ghislieri (futuro papa Pío V), el cardenal Scipione Rebiba, el cardenal Giovanni Reuman Suau, y el cardenal Alessandro Farnese. La fiscalía fracasó por completo, pues los Cardenales no encontraron motivos para condenarlo. Sin embargo, Morone rehusó salir de la cárcel y retomar el título de cardenal obispo de Albano, a menos que Paulo IV recociera públicamente su inocencia. Ante ello, el pontífice se negó a reconocer el supuesto error, puesto que según él, la Inquisición no se equivocaba. Morone permaneció encarcelado hasta la muerte del Papa, el 18 de agosto de 1559. Se cree que Pablo IV publicó su Cum ex officio apostolatus para evitar que el cardenal Morone fuese elegido papa en el próximo cónclave. Hasta la muerte el papa afirmó que Morone era un filoprotestante. A pesar del reconocimiento de los cardenales de su inocencia, parece que el documento pesó para la elección del cardenal Giovanni Angelo de Medici, quien tomó el nombre de Pío IV.
Luego de la elección de Pío IV, el cardenal Morone fue rehabilitado públicamente y se le ofreció el título de cardenal obispo de Albano, hasta 1561 cuando fue nombrado como cardenal obispo de Santa Sabina. En 1562 fu trasladado al título de Palestrina, y finalmente fue nombrado a Porto y Santa Rufina en 1565. 
Pio IV nombró de nuevo al cardenal Morone como obispo de la diócesis de Módena, cargo que ocupó hasta 1571. Parece que su fama había adquirido tal relevancia que en el cónclave de 1566 fue considerado un posible candidato como sucesor de Pío IV. Su candidatura contaba con el apoyo del emperador y de personajes ilustres como el cardenal Carlos Borromeo; pero la facción francesa y algunos de los príncipes italianos, como los de Ferrara y Florencia, fueron capaces de excluirlo del trono papal. Incluso el cardenal Ghislieri, hizo saber que había reconsiderado el caso del cardenal Morone, y no se atrevía a votar por él para ser papa, las dudas sobre supuesta herejía aún pesaban en su pensamiento. Morone había obtenido muchos votos pero no los suficientes para ser elegido, fue el cardenal Ghislieri a serlo, tomando el nombre de Pío V.
Morone se convirtió en el decano del Colegio Cardenalicio en 1570, y asumió el obispado de Ostia y Velletri. Por esa razón presidió el cónclave de 1572, que eligió a Ugo Boncompagni como papa Gregorio XIII. Como cardenal obispo de Ostia y Velletri, estuvo atento a la aplicación de los decretos del Concilio de Trento en su diócesis, en especial a lo relativo a la celebración de sínodos diocesanos regulares. El 3 de junio de 1573 un sínodo tuvo lugar bajo su autoridad en la diócesis de Veletri, con su obispo sufragáneo, Lorenzo Bernardini, como presidente. En octubre de 1579, el mismo Cardenal Obispo presidió algunas sesiones. Las actas originales conservan su firma y sello.

### Estadista
Una de las preocupaciones del cardenal Morone, que le valieron la acusación de hereje ya mencionadas, fue el intento de unión de católicos y protestantes. Para ello encargó a Nicholas Sander investigar el progreso del protestantismo en Inglaterra, quien elaboró un informe sobre el Estado de Inglaterra en 1560. En 1562, Morone reinició las actividades en el Concilio de Trento, por mandato de Pio IV.
El cardenal Morone, presidió la ceremonia de apertura de la Puerta Santa de la basílica de San Pablo Extramuros, durante el Jubileo de 1575. Ese mismo año fue invitado a unirse a una legación que incluía a Matteo Senarega, un ministro del emperador y un ministro del rey de España, para visitar Génova, que había caído en completo desorden debido a algunos disturbios civiles. Morone fue capaz de llevar la paz a la ciudad con una nueva constitución civil escrita en su mayor parte por él. Al año siguiente participó en la Dieta de Ratisbona, en presencia del emperador Maximiliano II, y su sola presencia tenía el efecto de calmar a los participantes. En 1578 fue enviado a Flandes para restaurar la paz en ese territorio, sin embargo, en esta ocasión, no pudo lograr su objetivo.
El cardenal Juan Jerónimo Morone  murió el 1 de diciembre de 1580 y fue enterrado en la Basílica de Santa Maria sobre Minerva.
Su epitafio dice así:

D O M HIC . IACET . CORPUS . IOANNIS . CARD . MORONI PATRITII . MEDIOLANENSIS . ET . EPISCOPI . OSTIENSIS QUI . IULII . III . LEGATUS . APOSTOLICUS IN . SACRO . CONCILIO . TRIDENTINO ET . PARESES . VIXIT . ANNOS . LXXI . MENSES X . DIES . V . OBIIT . I . DECEMBRIS . MDLXXX ORATE . DEUM . PRO . EO HIERONIMUS . MORONUS . COMES . PONTIS . CORONI . HAERES HORATIUS . MORONUS . EPISC . SUTRIN . ET . NEPESIN FRATRIS . FILII . DNO . AC . PATRUO . OPTIMO EX . TESTAMENTO . MOERENTES . POSUERUNT